# Municipio de El Naranjo
El municipio de El Naranjo es uno de los 59 municipios que constituyen el estado mexicano de San Luis Potosí. Se encuentra localizado al centro oeste del estado y aproximadamente a 173 kilómetros de la ciudad de San Luis Potosí. Cuenta con una extensión territorial de 834.07 km². Según el II Conteo de Población y Vivienda de 2005, el municipio tiene 18,454 habitantes, de los cuales 9,197 son hombres y 9,257 son mujeres.

## Descripción geográfica

### Ubicación
El Naranjo se localiza al centro oeste del estado entre las coordenadas geográficas 22° 31’ de latitud norte, y 99° 19’ de longitud oeste; a una altitud promedio de 270 metros sobre el nivel del mar.
El municipio colinda al norte y al este con el estado de Tamaulipas; al sureste con Ciudad Valles; al sur con Tamasopo; y al oeste con Ciudad del Maíz.

### Orografía e hidrografía
Sus principales elevaciones son la sierra La Zarzamora (al norte), y la sierra Ojo de Agua (al sur) con una elevación de 2,300 m s. n. m. Sus suelos se formaron en la era Mesozoica, y su uso principalmente es ganadero, forestal y agrícola. El municipio pertenece a la región hidrológica El Salado. Sus recursos hidrológicos son proporcionados principalmente por el río El Naranjo; además cuenta con múltiples arroyos de temporal, los cuales riegan la mayor parte de su territorio; posee algunos manantiales importantes y mantos acuíferos menores.

### Clima
Generalmente su clima es el semicálido húmedo, y no posee cambio térmico invernal bien definido. La temperatura media anual es de 19.2 °C, la máxima se registra en el mes de mayo (43 °C) y la mínima se registra en enero (-1 °C). El régimen de lluvias se registra en el verano, contando con una precipitación media de 1,628 milímetros.

## Demografía
De acuerdo a los resultados del Censo de Población y Vivienda de 2010 realizado por el Instituto Nacional de Estadística y Geografía, la población total del municipio de El Naranjo asciende a 20 495 personas.
La densidad poblacional es de 24.89 habitantes por kilómetro cuadrado.

### Localidades
Según el censo de 2010, la población del municipio se distribuía entre 90 localidades, de las cuales 69 eran pequeños núcleos de carácter rural de menos de 100 habitantes. 

Las localidades con mayor número de habitantes y su evolución poblacional son:
| Localidad                    | Población 2010 | Población 2020 |
| Total Municipio              | 20 495         | 20 959         |
| Colonia el Meco              | 1272           | 1301           |
| Colonia Salto del Agua       | 916            | 782            |
| El Limonal                   | 542            | 474            |
| El Naranjo                   | 10 562         | 11 061         |
| El Platanito                 | 243            | 258            |
| El Sabinito                  | 527            | 568            |
| El Sabinito Plan del Naranjo | 565            | 605            |
| Kilómetro Cuarenta y Dos     | 374            | 431            |
| La Concepción                | 293            | 296            |
| La Soledad                   | 280            | 349            |
| Los Charcos de Oriente       | 333            | 326            |
| Maguey de Oriente            | 373            | 339            |
| Maitinez                     | 1076           | 1246           |
| Minas Viejas                 | 758            | 765            |
| Ojo de Agua de Tierra Nueva  | 500            | 259            |

## Cultura

### Sitios de interés
- Cascada El Salto del Agua
- Cascada El Meco.
- Cascada El Naranjo.
- Río El Naranjo.
- Cascada Minas Viejas

### Fiestas
Fiestas civiles
- Aniversario de la Independencia de México: 16 de septiembre.
- Aniversario de la Revolución mexicana: El 20 de noviembre
- Aniversario de El Naranjo S.L.P: 2 de diciembre
- Feria Regional del Naranjo (FERENA):

Fiestas religiosas
- Semana Santa: jueves y Viernes Santo.
- Día de la Santa Cruz: 3 de mayo.
- Fiesta en honor de la Virgen de Guadalupe: del 2 al 12 de diciembre.
- Día de Muertos: 2 de noviembre.
- Día de la Virgen de Fátima: 13 de mayo
- Aniversario Natalicio de Flor Amaro: 2 de julio.

## Política
Su forma de gobierno es democrática y depende del gobierno estatal y federal; se realizan elecciones cada 3 años, en donde se elige al presidente municipal y su gabinete. El actual presidente es Rafael Olvera Torres de Partido Independiente.
El municipio cuenta con 76 localidades, las cuales dependen directamente de la cabecera del municipio, las más importantes son: El Naranjo (cabecera municipal), El Abrevadero, Abritas, El Aguacate, Los Álamos, Los Álamos de Arriba, Los Álamos de Abajo, La Balsa, Rancho Buenavista, La Cabaña, Central Hidroeléctrica Camilo Arriaga, Colonia Agrícola El Meco, La Ceiba, Los Charcos de Oriente, El Chote, Chupaderos, Cuicillos, La Colmena, El Colorado, Colonia Salto del Agua, La Concepción, Contadero y El Edén (Villa Rosita), Maitínez, Minas Viejas y el ej. El Limonal

### Presidentes municipales
- (1994 - 1997): Daniel Chávez Martínez
- (1997 -2000): Juan Antonio Acosta Soberanes
- (2000 - 2003): Oscar Ortiz Martínez
- (2003 - 2006): Alfredo Ortiz López  (†)
- (2006 - 2009): Israel Campos Guzmán
- (2009 - 2010): Alexander López García[11]
- (2010 - 2012): Victorio Compeán Naranjo[12]
- (2012 - 2015): Artemio Álvarez de León
- (2015 - 2018): Juan Carlos Flores Mascorro (PAN) nota de periódico
- (2018 - 2021): Eliseo Rodríguez de León más conocido como “Vaquero”gana las elecciones=https://www.elsoldesanluis.com.mx

## Hermanamiento
- Caimito, Cuba (2002)[13][13]